# Saint-Victor-la-Coste
Saint-Victor-la-Coste is een gemeente in het Franse departement Gard (regio Occitanie). Saint-Victor-la-Coste telde op 1 januari 2022 2.222 inwoners.

## Geografie
De oppervlakte van Saint-Victor-la-Coste bedroeg op 1 januari 2022 26,64 vierkante kilometer; de bevolkingsdichtheid was toen 83,4 inwoners per km². Saint-Victor-la-Coste ligt ten noordwesten van Avignon. Bezienswaardigheden zijn onder andere een uit de 11e eeuw daterende kerk, vestingwallen en een uit de 13e eeuw daterend fort, die gerestaureerd worden door een organisatie die gebruikmaakt van internationale vrijwilligers.

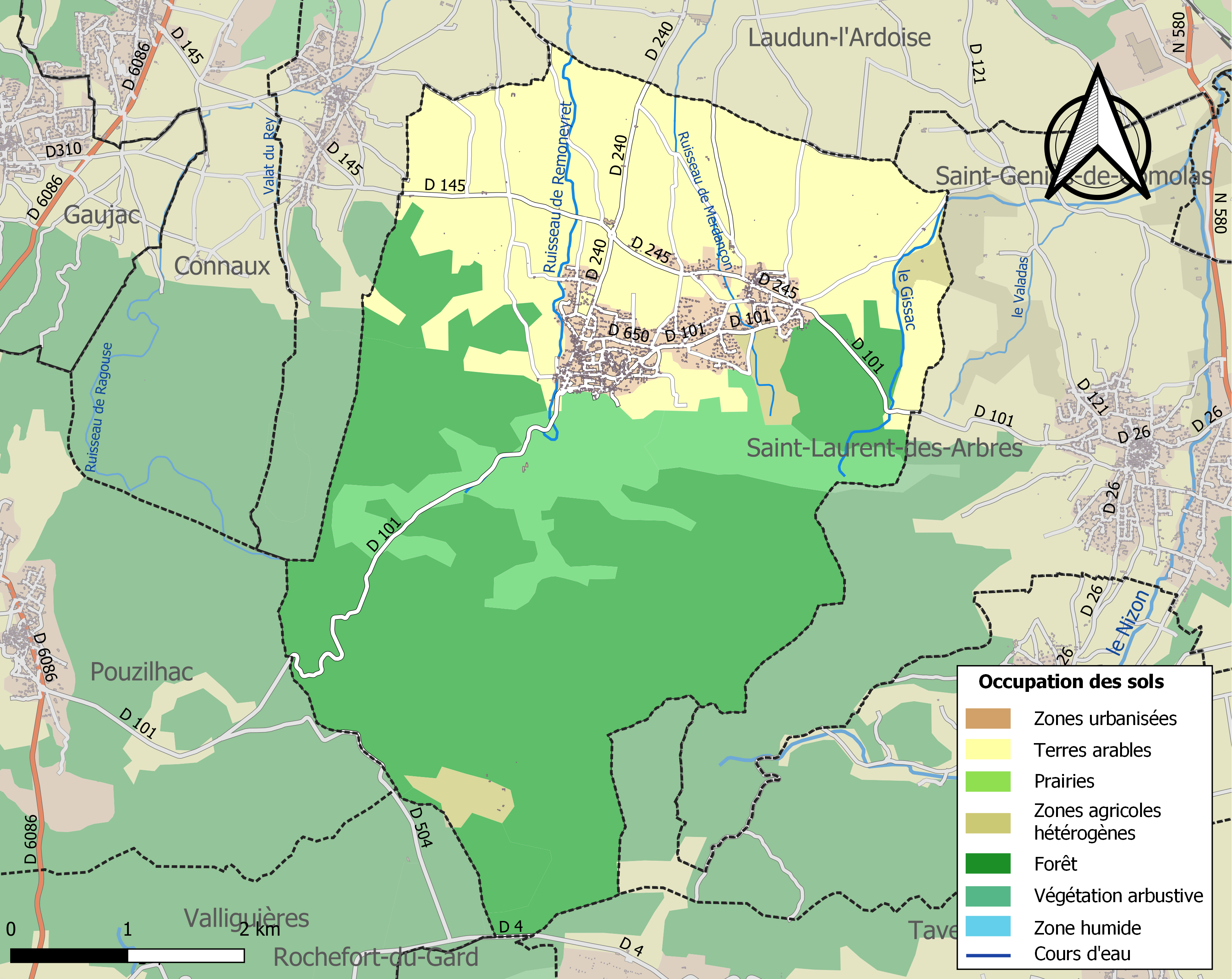
Kaart van de gemeente met belangrijkste infrastructuur, bodemgebruik en omliggende gemeenten

## Demografie
Onderstaande figuur toont het verloop van het inwoneraantal van Saint-Victor-la-Coste vanaf 1962.

Bron: Frans bureau voor statistiek. Cijfers inwoneraantal volgens de definitie population sans doubles comptes (zie de gehanteerde definities)

## Bekende inwoners
- Emile van Emstede (1911-1994), archivaris